# معركة ملكية
معركة ملكيَّة (باليابانية: バトル・ロワイアル) (بالإنجليزية: Battle Royale)‏؛ الرواية الأولى للروائي الياباني كوشون تاكامي، صدرت في العام 1999.

## القصة
تروي قصة طلاب مدارس ثانوية، يجبرون على قتال بعضهم البعض حتى الموت في برنامج تديره الحكومة اليابانية الاستبدادية، والمعروفة الآن باسم جمهورية شرق آسيا الكبرى.